# 1980 en république du Congo

## Gouvernement
- Président : Denis Sassou-Nguesso
- Premier ministre : Louis-Sylvain Goma

## Événements
- 21 avril : début de l'exploitation du gisement de pétrole Likouala, découvert en 1972 au large de Pointe-Noire.
- 5 mai : visite du pape Jean-Paul II à Brazzaville.
- 17 septembre : inauguration de l'aéroport Agostinho-Neto de Pointe-Noire.
- 29 novembre : visite du président Mobutu à Brazzaville.